# オメガラビリンス ライフ
『オメガラビリンス ライフ』（ω Labyrinth Life）は、ディースリー・パブリッシャーより2019年8月1日に発売されたNintendo Switch用ゲームソフト。同日にはPlayStation 4用ソフト『ラビリンス ライフ』も発売。

## 概要
女性の胸を中心とするセクシャル要素をアピールポイントとしたディースリー・パブリッシャーのローグライクゲーム『オメガラビリンス』シリーズの第3作。メインプラットフォームがNintendo Switchへ変更され、シリーズ初の同プラットフォーム向けタイトルとなっている。
世界観や登場人物は前作『オメガラビリンスZ』より一新され、キャラクターデザインには新たにU35とフライが起用されている。
ゲームシステム面においても、新たに拠点となる学園をコーディネートするスローライフゲーム（ミニスケープ）要素が追加されている。
PS4版はタッチイベントや演出といったω要素が削られている分、価格が2000円（税抜）安くなっている。これはPlayStationプラットフォームが性的表現に対する規制が厳しくなったことへの対策とみられている。
キャラクターの誕生日設定は担当声優の誕生日と同じ月日になっている。

## 登場キャラクター

### メインキャラクター
紅月 ひなた
声 - 小野早稀
誕生日：11月26日 身長：161cm バスト：Cカップ スリーサイズ：B88/W62/H86
本作の主人公。
理事長である凜華に招かれてベルフルール女学園にやってきた転校生。
入学してすぐに学園のシンボルでもある大庭園が枯れてしまい、花々を蘇らせるために仲間と共に未知の冒険に挑む。
幼い頃に母親が行方不明になる悲愴な生い立ちにもかかわらず、超が付くほどにポジティブ且つ友達思いな優しい性格の持ち主で、澪からは向日葵の様だと評されている。
また、ブルジョアな学友達の暮らしぶりを見聞きすると遠い目をしがちな様子から、学園の生徒としては珍しく富裕層ではない普通の家庭環境で育ったことが窺える。
成績優秀で料理もこなす等、基本的に自活力の高い優等生だが、お化けと機械の扱いだけは苦手な様である。
非常にタフネスで打たれ強く、スキルも癖が少なく扱い易いものが揃っており、どんな状況下でも頼りになる初心者向けのキャラクター。

黄蓮寺 鈴音
声 - 小池理子
誕生日：1月1日  身長：152cm  バスト：Eカップ スリーサイズ：B87/W56/H79
ひなたのクラスメイトで金髪ツインテールの少女。
明るく人懐っこいミーハー女子で、転校してきたばかりのひなたともあっという間に打ち解け、友達になる。
実家はかなりの資産家で、両親の寵愛を一身に受けて育った箱入り娘。
それ故にマイペースな所があり、樹里からは天然ニーソ呼ばわりされているが、大庭園が枯れたことでひなたが疑いの目を向けられた際には何よりも彼女の潔白を信じ、誰よりも隣で支える芯の強さも併せ持つ。
「ひなちー」等、親しくなった友達を愛称で呼ぶ癖がある。
能力は耐久性能が高いがやや晩成型で、スキルも味方の防御力やクリティカル発生率を上昇させるといったサポート系のものが多い。

藍刃 澪
声 - 前田玲奈
誕生日：4月28日 身長：165cm  バスト：Fカップ スリーサイズ：B94/W60/H87

銀城 七海
声 - 立花理香
誕生日：2月27日 身長：162cm バスト：Dカップ スリーサイズ：B89/W60/H89

黒崎 冥
声 - 井澤詩織
誕生日：2月1日 身長：150cm バスト：Bカップ スリーサイズ：B72/W55/H77
自称“覇王の血”の継承者。
水瀬 樹里
声 - 山本希望
誕生日：8月9日 身長：153cm バスト：Cカップ スリーサイズ：B84/W58/H83
スターを夢見る腹黒アイドル。
紫咲 由梨香
声 - 水橋かおり
誕生日：8月28日 身長：167cm バスト：Gカップ スリーサイズ：B105/W62/H88
Gカップの包容力、頼れるみんなのお姉様。

### サブキャラクター
聖花フローラ
声 - 原由実
誕生日：不明 身長：140cm バスト：Bカップ スリーサイズ：不明

ネム
声 - 能登有沙
誕生日：12月26日 身長：14cm スリーサイズ：不明

久遠凜華
声 - 阿部里果
誕生日：不明 身長：142cm バスト：Cカップ スリーサイズ：B83/W58/H78
久遠柚結
声 - 相良茉優
誕生日：不明 身長:156cm バスト：Aカップ スリーサイズ：B71/W61/H81
久遠桃萌
声 - 橋本ちなみ
誕生日：不明 身長:156cm バスト：Dカップ スリーサイズ：B92/W61/H81
パイ
声 - 上間江望
誕生日：不明 身長:13cm スリーサイズ：不明

## 世界観・設定
ベルフルール女学園

## 主題歌
オープニングテーマ『Life is a Labyrinth』
歌：DelightStyle/作詞・作曲:YOFFY/編曲:大石憲一郎